# Renato Veiga
Renato Palma Veiga (nascido em 29 de julho de 2003) é um futebolista profissional português que joga como volante, mas também pode atuar como lateral esquerdo. Atualmente joga na Juventus, emprestado pelo Chelsea. 

## Juventude
Veiga nasceu em Lisboa, Portugal.

## Formação
Foi formado no Sporting CP, com passagem pelos escalões de formação do Real S.C.

### Sporting CP
Veiga estreou-se pelo Sporting CP B frente ao Cova Piedade Sub-23, a 12 de setembro de 2020. No dia 31 de outubro de 2020, marcou o seu primeiro gol contra o CS Marítimo Sub-23.
Em janeiro de 2023, Veiga foi emprestado ao FC Augsburg até 31 de dezembro de 2023. Ele fez a sua estreia na Bundesliga em 11 de fevereiro de 2023, na derrota por 1–3 contra o Mainz 05.

### Basel
Em 28 de agosto de 2023, o FC Basel, da Superliga Suíça, anunciou a assinatura de Veiga em um contrato de quatro anos, por uma taxa de € 4,6 milhões, com o Sporting mantendo uma cláusula de venda de 10%.
No jogo de estreia, marcou um excelente gol de falta e foi eleito o jogador da semana pela Super League Suíça.

### Chelsea
Depois de uma época no Basel, Renato Veiga assinou pelo Chelsea com um contrato até 2031. «Estou absolutamente entusiasmado por estar aqui. Este é um dos maiores clubes de Inglaterra – o maior para mim – e estou animado para começar», disse Veiga na sua apresentação.

## Carreira internacional
Veiga é internacional por Portugal, com presenças na Seleção Portuguesa Sub-19 e Sub-20. Em setembro de 2023 estreou também pela Seleção Portuguesa Sub-21. A 30 de agosto de 2024, foi pela primeira vez convocado à Seleção Portuguesa, pelo treinador Roberto Martinez.

## Vida pessoal
Veiga é filho do ex-futebolista cabo-verdiano Nélson Veiga.

## Estatísticas
| Clube                     | Temporada         | Liga              | Liga  | Liga  | Copa nacional | Copa nacional | Europa      | Europa | Total       | Total |
| Clube                     | Temporada         | Divisão           | Jogos | Golos | Aplicativos   | Metas         | Aplicativos | Metas  | Aplicativos | Metas |
| ------------------------- | ----------------- | ----------------- | ----- | ----- | ------------- | ------------- | ----------- | ------ | ----------- | ----- |
| Sporting CPB              | 2021–22           | Liga 3            | 16    | 1     | -             | -             | -           | -      | 16          | 1     |
| Sporting CPB              | 2022–23           | Liga 3            | 15    | 3     | -             | -             | -           | -      | 15          | 3     |
| Sporting CPB              | Total             | Total             | 31    | 4     | -             | -             | -           | -      | 31          | 4     |
| FC Augsburgo (empréstimo) | 2022–23           | Bundesliga        | 13    | 0     | 0             | 0             | -           | -      | 13          | 0     |
| FC Basel                  | 2023–24           | Superliga Suíça   | 1     | 1     | 0             | 0             | 0           | 0      | 0           | 0     |
| Total de carreira         | Total de carreira | Total de carreira | 45    | 5     | 0             | 0             | 0           | 0      | 45          | 5     |

## Títulos
Chelsea
- Liga Conferência da UEFA: 2024–25[10]

Portugal
- Liga das Nações da UEFA: 2024–25[11]